# Jędrna rodzina miar
Jędrność (ciasność) (ang. tight) – pojęcie teorii miary formalizujące intuicyjną własność zbioru miar, które nie „uciekają do nieskończoności”. Twierdzenie charakteryzujące jędrne rodziny rozkładów nazywane jest twierdzeniem Prochorowa.

## Definicja
Niech {\displaystyle (X,\tau )} będzie przestrzenią topologiczną, i niech {\displaystyle {\mathfrak {M}}} będzie σ-algebrą na {\displaystyle X} zawierającą topologię {\displaystyle \tau } (czyli każdy podzbiór otwarty w {\displaystyle X} jest mierzalny, {\displaystyle {\mathfrak {M}}} może być σ-algebrą borelowską na {\displaystyle X}). Niech {\displaystyle M} będzie rodziną miar określonych na {\displaystyle {\mathfrak {M}}.}
Rodzinę {\displaystyle M} nazywa się jędrną (bądź ciasną), jeżeli dla dowolnego {\displaystyle \varepsilon >0} istnieje zwarty podzbiór {\displaystyle K_{\varepsilon }} przestrzeni {\displaystyle X,} że dla wszystkich miar {\displaystyle \mu \in M} zachodzi
{\displaystyle \mu (X\setminus K_{\varepsilon })<\varepsilon .}
Często rozpatrywanymi miarami są miary probabilistyczne, wtedy ostatnia część może być równoważnie przedstawiona jako
{\displaystyle \mu (K_{\varepsilon })>1-\varepsilon .}

## Przykłady

### Przestrzenie zwarte
Jeżeli {\displaystyle X} jest przestrzenią zwartą, to każda rodzina miar probabilistycznych na {\displaystyle X} jest jędrna.

### Rodzina mas punktowych
Niech dana będzie prosta rzeczywista {\displaystyle \mathbb {R} } z topologią naturalną (euklidesową).
Dla {\displaystyle x\in \mathbb {R} } niech {\displaystyle \delta _{x}} oznacza miarę Diraca skupioną w {\displaystyle x.} Wówczas rodzina
{\displaystyle M_{1}:=\{\delta _{n}\colon n\in \mathbb {N} \}}
nie jest jędrna, ponieważ zwartymi podzbiorami {\displaystyle \mathbb {R} } są te i tylko te, które są domknięte i ograniczone, a każdy taki zbiór, ponieważ jest ograniczony, jest {\displaystyle \delta _{n}}-miary zero dla dostatecznie dużych {\displaystyle n.} Z drugiej strony, rodzina
{\displaystyle M_{2}:=\{\delta _{1/n}\colon n\in \mathbb {N} \}}
jest ciasna: przedział zwarty {\displaystyle [0,1]} będzie pełnił rolę {\displaystyle K_{\varepsilon }} dla dowolnego {\displaystyle \varepsilon >0.} W ogólności rodzina miar delt Diraca na {\displaystyle \mathbb {R} ^{n}} jest jędrna wtedy i tylko wtedy, gdy rodzina ich nośników jest ograniczona.

### Rodzina miar gaussowskich
Niech dana będzie {\displaystyle n}-wymiarowa przestrzeń euklidesowa {\displaystyle \mathbb {R} ^{n}} ze standardową topologią i σ-algebrą zbiorów borelowskich oraz rodzina miar gaussowskich
{\displaystyle \Gamma =\{\gamma _{i}\colon i\in I\},}
gdzie zmienna losowa o rozkładzie {\displaystyle \gamma _{i}} ma wartość oczekiwaną {\displaystyle \mu _{i}\in \mathbb {R} ^{n}} oraz wariancję {\displaystyle \sigma _{i}^{2}>0.} Wtedy rodzina {\displaystyle \Gamma } jest jędrna wtedy i tylko wtedy, gdy obie rodziny {\displaystyle \{\mu _{i}\colon i\in I\}\subseteq \mathbb {R} ^{n}} oraz {\displaystyle \{\sigma _{i}^{2}\colon i\in I\}\subseteq \mathbb {R} } są ograniczone.
Analiza przykładu w przypadku jednowymiarowym.
Niech {\displaystyle m^{*},\sigma ^{*},m_{i},\sigma _{i}\in \mathbb {R} } będą takie, że
{\displaystyle -m^{*}<m_{i}<m^{*}} oraz {\displaystyle 0<\sigma _{i}<\sigma ^{*}} dla wszystkich {\displaystyle i\in I.}
Niech {\displaystyle \gamma _{i}=N(m_{i},\sigma _{i}^{2})} będzie rozkładem normalnym ze średnią {\displaystyle m_{i}} oraz odchyleniem standardowym {\displaystyle \sigma _{i}.} Wykażemy, że rodzina miar {\displaystyle \{\gamma _{i}\colon i\in I\}} jest jędrna.
Niech będzie dane {\displaystyle \varepsilon >0.} Dla {\displaystyle m\in \mathbb {R} } oraz {\displaystyle \sigma >0} niech {\displaystyle \Phi _{m,\sigma }} będzie dystrybuantą rozkładu normalnego {\displaystyle N(m,\sigma )} i niech {\displaystyle \Phi _{0,1}=\Phi .} Z własności rozkładu normalnego wiemy, że:
- możemy znaleźć {\displaystyle x^{*}>0} takie, że {\displaystyle \Phi (x^{*})=1-{\frac {\varepsilon }{3}}} oraz {\displaystyle \Phi (-x^{*})={\frac {\varepsilon }{3}},}
- {\displaystyle \Phi _{m,\sigma ^{2}}(x)=\Phi {\Big (}{\frac {x-m}{\sigma }}{\Big )}} dla wszystkich {\displaystyle x\in \mathbb {R} .}

Połóżmy
{\displaystyle d^{-}=-m^{*}-\sigma ^{*}\cdot x^{*}} oraz {\displaystyle d^{+}=m^{*}+\sigma ^{*}\cdot x^{*}.}
Na mocy naszych założeń o {\displaystyle m_{i},\sigma _{i}} mamy, że dla {\displaystyle i\in I{:}}
{\displaystyle {\frac {m^{*}+\sigma ^{*}\cdot x^{*}-m_{i}}{\sigma _{i}}}\geqslant {\frac {m_{i}+\sigma _{i}\cdot x^{*}-m_{i}}{\sigma _{i}}}}
oraz
{\displaystyle {\frac {-m^{*}-\sigma ^{*}\cdot x^{*}-m_{i}}{\sigma _{i}}}\leqslant {\frac {m_{i}-\sigma _{i}\cdot x^{*}-m_{i}}{\sigma _{i}}}.}
Stąd
{\displaystyle \Phi _{m_{i},\sigma _{i}^{2}}(d^{+})=\Phi _{m_{i},\sigma _{i}^{2}}(m^{*}+\sigma ^{*}\cdot x^{*})=\Phi {\Big (}{\frac {m^{*}+\sigma ^{*}\cdot x^{*}-m_{i}}{\sigma _{i}}}{\Big )}\geqslant \Phi {\Big (}{\frac {m_{i}+\sigma _{i}\cdot x^{*}-m_{i}}{\sigma _{i}}}{\Big )}=\Phi (x^{*})=1-{\frac {\varepsilon }{3}}}
oraz
{\displaystyle \Phi _{m_{i},\sigma _{i}^{2}}(d^{-})=\Phi _{m_{i},\sigma _{i}^{2}}(-m^{*}-\sigma ^{*}\cdot x^{*})=\Phi {\Big (}{\frac {-m^{*}-\sigma ^{*}\cdot x^{*}-m_{i}}{\sigma _{i}}}{\Big )}\leqslant \Phi {\Big (}{\frac {m_{i}-\sigma _{i}\cdot x^{*}-m_{i}}{\sigma _{i}}}{\Big )}=\Phi (-x^{*})={\frac {\varepsilon }{3}}.}
Teraz, dla każdego {\displaystyle i\in I} mamy
{\displaystyle \gamma _{i}([d^{-},d^{+}])=\Phi _{m_{i},\sigma _{i}^{2}}(d^{+})-\Phi _{m_{i},\sigma _{i}^{2}}(d^{-})\geqslant 1-{\tfrac {\varepsilon }{3}}-{\tfrac {\varepsilon }{3}}>1-\varepsilon ,}
a zbiór {\displaystyle [d^{-},d^{+}]} jest zwarty jako domknięty i ograniczony przedział prostej rzeczywistej, więc rodzina rozkładów {\displaystyle N(m_{i},\sigma _{i}^{2})} jest jędrna.

## Jędrność a zbieżność
Jędrność jest często warunkiem koniecznym do udowodnienia słabej zbieżności ciągu miar probabilistycznych, szczególnie, przestrzeń mierzalna jest nieskończonego wymiaru. Zobacz
- jędrność w klasycznej przestrzeni Wienera,
- jędrność w przestrzeni Skorohoda,
- rozkład skończeniewymiarowy,
- twierdzenie Prochorowa.

## Jędrność wykładnicza
Uogólnieniem jędrności jest tzw. jędrność wykładnicza, która znalazła swoje zastosowania w teorii wielkich odchyleń. Rodzinę miar probabilistycznych {\displaystyle (\mu _{\delta })_{\delta >0}} na przestrzeni topologicznej Hausdorffa {\displaystyle X} nazywa się jędrną (ciasną) wykładniczo, jeśli dla dowolnego {\displaystyle \varepsilon >0} istnieje podzbiór zwarty {\displaystyle K_{\varepsilon }} przestrzeni {\displaystyle X} taki, że
{\displaystyle \limsup _{\delta \downarrow 0}\delta \log \mu _{\delta }(X\setminus K_{\varepsilon })<-\varepsilon .}